# Абделькарім Фергат
Абделькарім Фергат (араб. عبد الكريم فرقات; нар. 2 березня 1994, Алжир) — алжирський борець греко-римського стилю, чотириразовий чемпіон Африки, бронзовий призер Африканських ігор, бронзовий призер  Кубку світу, Середземноморський чемпіон, бронзовий призер чемпіонатів світу серед військовослужбовців, учасник двох Олімпійських ігор.

## Життєпис
Боротьбою почав займатися з 2005 року. У 2014 році виграв Середземноморський чемпіонат з боротьби серед юніорів в обох стилях — у греко-римській і вільній.
Тренер — Мессуд Зідан.

## Спортивні результати на міжнародних змаганнях

### Виступи на Олімпіадах
| Змагання                    | Збірна | Вагова категорія                 | Місце |
| --------------------------- | ------ | -------------------------------- | ----- |
| Літні Олімпійські ігри 2020 | Алжир  | греко-римська боротьба, до 60 кг | 13    |
| Літні Олімпійські ігри 2024 | Алжир  | греко-римська боротьба, до 60 кг | 16    |

### Виступи на Чемпіонатах світу
| Змагання                        | Збірна | Вагова категорія                 | Місце |
| ------------------------------- | ------ | -------------------------------- | ----- |
| Чемпіонат світу з боротьби 2018 | Алжир  | греко-римська боротьба, до 55 кг | 13    |
| Чемпіонат світу з боротьби 2019 | Алжир  | греко-римська боротьба, до 55 кг | 12    |
| Чемпіонат світу з боротьби 2022 | Алжир  | греко-римська боротьба, до 60 кг | 27    |

### Виступи на Чемпіонатах Африки
| Змагання                         | Збірна | Вагова категорія                 | Місце  |
| -------------------------------- | ------ | -------------------------------- | ------ |
| Чемпіонат Африки з боротьби 2018 | Алжир  | греко-римська боротьба, до 55 кг | Золото |
| Чемпіонат Африки з боротьби 2019 | Алжир  | греко-римська боротьба, до 55 кг | Золото |
| Чемпіонат Африки з боротьби 2020 | Алжир  | греко-римська боротьба, до 55 кг | Золото |
| Чемпіонат Африки з боротьби 2022 | Алжир  | греко-римська боротьба, до 63 кг | Золото |

### Виступи на Африканських іграх
| Змагання              | Збірна | Вагова категорія                 | Місце  |
| --------------------- | ------ | -------------------------------- | ------ |
| Африканські ігри 2024 | Алжир  | греко-римська боротьба, до 60 кг | Бронза |

### Виступи на Кубках світу
| Змагання                    | Збірна | Вагова категорія                 | Місце  |
| --------------------------- | ------ | -------------------------------- | ------ |
| Кубок світу з боротьби 2020 | Алжир  | греко-римська боротьба, до 55 кг | Бронза |

### Виступи на Чемпіонатах світу серед військовослужбовців
| Змагання                                                  | Збірна | Вагова категорія                 | Місце  |
| --------------------------------------------------------- | ------ | -------------------------------- | ------ |
| Чемпіонат світу з боротьби серед військовослужбовців 2018 | Алжир  | греко-римська боротьба, до 55 кг | 6      |
| Чемпіонат світу з боротьби серед військовослужбовців 2021 | Алжир  | греко-римська боротьба, до 60 кг | Бронза |

### Виступи на Середземноморських чемпіонатах
| Змагання                                     | Збірна | Вагова категорія                 | Місце  |
| -------------------------------------------- | ------ | -------------------------------- | ------ |
| Середземноморський чемпіонат з боротьби 2018 | Алжир  | греко-римська боротьба, до 55 кг | Золото |

### Виступи на Іграх ісламської солідарності
| Змагання                          | Збірна | Вагова категорія                 | Місце |
| --------------------------------- | ------ | -------------------------------- | ----- |
| Ігри ісламської солідарності 2022 | Алжир  | греко-римська боротьба, до 60 кг | 7     |

### Виступи на інших змаганнях
| Змагання                                                          | Країна | Вагова категорія                 | Місце  |
| ----------------------------------------------------------------- | ------ | -------------------------------- | ------ |
| Арабський чемпіонат з боротьби 2015                               | Алжир  | греко-римська боротьба, до 59 кг | Срібло |
| Гран-прі Угорщини з боротьби 2018                                 | Алжир  | греко-римська боротьба, до 55 кг | Бронза |
| Меморіал Іона Корнеану і Ладислава Сімона 2018                    | Алжир  | греко-римська боротьба, до 55 кг | Срібло |
| Henri Deglane Challenge 2019                                      | Алжир  | греко-римська боротьба, до 55 кг | Бронза |
| Гран-прі Угорщини з боротьби 2019                                 | Алжир  | греко-римська боротьба, до 55 кг | 4      |
| Кубок Владислава Пітласинські 2019                                | Алжир  | греко-римська боротьба, до 55 кг | 5      |
| Київський Міжнародний турнір з боротьби 2021                      | Алжир  | греко-римська боротьба, до 60 кг | 20     |
| Олімпійський кваліфікаційний турнір з боротьби 2020 (Хаммамет)    | Алжир  | греко-римська боротьба, до 60 кг | Срібло |
| Кубок Владислава Пітласинські 2021                                | Алжир  | греко-римська боротьба, до 60 кг | 5      |
| Турнір Дана Колова — Николи Петрова 2022                          | Алжир  | греко-римська боротьба, до 60 кг | Бронза |
| Турнір Зухає Сгає 2022                                            | Алжир  | греко-римська боротьба, до 60 кг | Бронза |
| Турнір Ібрагіма Мустафи 2023                                      | Алжир  | греко-римська боротьба, до 60 кг | 14     |
| Олімпійський кваліфікаційний турнір з боротьби 2024 (Александрія) | Алжир  | греко-римська боротьба, до 60 кг | Золото |
| Меморіал Імре Поляка та Яноша Варги 2024                          | Алжир  | греко-римська боротьба, до 60 кг | 5      |
| Кубок Владислава Пітласинські 2024                                | Алжир  | греко-римська боротьба, до 60 кг | Бронза |

### Виступи на змаганнях молодших вікових груп
| Змагання                                                   | Збірна | Вагова категорія                 | Місце  |
| ---------------------------------------------------------- | ------ | -------------------------------- | ------ |
| Чемпіонат Африки з боротьби серед юніорів 2014             | Алжир  | греко-римська боротьба, до 50 кг | Золото |
| Середземноморський чемпіонат з боротьби серед юніорів 2014 | Алжир  | вільна боротьба, до 50 кг        | Золото |
| Середземноморський чемпіонат з боротьби серед юніорів 2014 | Алжир  | греко-римська боротьба, до 50 кг | Золото |
| Чемпіонат світу з боротьби серед юніорів 2014              | Алжир  | греко-римська боротьба, до 50 кг | 12     |